# Taraxacum silesiacum
Taraxacum silesiacum là một loài thực vật có hoa trong họ Cúc. Loài này được Dahlst. ex G.E.Haglund miêu tả khoa học đầu tiên năm 1938.